# Рюбель, Максимилиан
Максимилиа́н Рюбе́ль (фр. Maximilien Rubel; 10 октября 1905, Черновицы, Австро-Венгрия, ныне Украина — 28 февраля 1996, Париж, Франция) — марксистский историк и теоретик либертарного коммунизма.

## Биография
Максимилиан Рюбель родился в еврейской семье в буковинских Черновицах, до 1918 года входивших в состав Австро-Венгрии и бывших в то время крупным культурным центром. Изучая философию и юриспруденцию в университетах Черновцов и Вены, он познакомился с социалистическими учениями. В Вене Рюбель попал под влияние идей известного социал-демократа Макса Адлера, продолжавшего «австромарксистскую» традицию замены революционных лозунгов программой национально-культурной автономии и трактовавшего марксизм в неокантианском русле, основываясь на категорическом императиве Канта. «Этическая» интерпретация учения Маркса в духе Адлера нашла своё отражение в ранних трудах Рюбеля.
В 1931 Рюбель отправился во Францию, чтобы продолжить изучение философии, социологии и права в Сорбонне. После окончания университета в 1934 он остался жить в Париже, где провёл всю свою последующую жизнь. Получив французское гражданство в 1937, он начал издавать литературный журнал «Verbe-Cahiers humains». Во Франции он также примыкал к кругам радикальной интеллигенции и поддерживал испанских анархистов в годы Гражданской войны в Испании. 
Перед Второй мировой войной Рюбель был призван во французскую армию и в дальнейшем принимал участие в Движении Сопротивления. После немецкой оккупации в 1940, не имея возможности покинуть Францию, был вынужден скрываться от гестапо из-за своего еврейского происхождения и левых политических убеждений. За время войны Рюбель со своими товарищами из небольшой Революционной пролетарской группы занимался антифашистской агитацией, распространяя среди оккупационных солдат немецкоязычные листовки, разоблачавшие нацизм, немецкий и западный империализм.
Из своих встреч с товарищами по Движению Сопротивления, объявлявшими себя марксистами, Максимилиан Рюбель сделал вывод о некомпетентности и бессвязности их представлений о Карле Марксе и «научном» социализме. В сложных условиях он принялся за исследование биографии и трудов Маркса, чтобы создать цельное систематизированное представление о создании Марксом его теории. Сам термин «марксология» был впервые употреблён для обозначения научного подхода к исследованию жизни и наследия основоположника марксизма именно Рюбелем.
После войны Рюбель продолжил свои исследования и в 1946 опубликовал своё первое издание по Марксу, а в 1954 получил степень доктора наук в Сорбонне. С 1947 по 1970 он также был сотрудником Центра социологических наук при Национальном центре научных исследований, став известным академическим учёным. За время своей работы и после выхода на пенсию Рюбель издал значительное количество (более 80) трудов, посвящённых Марксу и марксизму, на французском и английском языках. В них он соединял оригинальное и во многом неоднозначное прочтение Маркса со строгой научностью.
В конце 1940-х — начале 1950-х Рюбель принимал участие в дебатах вокруг левой идеи, выступая с резкой критикой сталинизма и переписываясь с одним из основоположников «левого» коммунизма нидерландским астрономом Антоном Паннекуком, что вызывало резкое недовольство Французской компартии, считавшей, что Рюбель вносит раскол в ряды левого движения. Вместе с тем, в отличие от большинства остальных антиавторитарных критиков сталинизма и СССР, он никогда не доходил до защиты капитализма и характерного для холодной войны антикоммунизма.
Намереваясь издать полное собрание сочинений Маркса, Максимилиан Рюбель совместно с Томом Боттомором стал главным редактором издания отдельных произведений Маркса и Энгельса на английском языке, вышедших под названием «Карл Маркс: Избранные произведения по социологии и социальной философии» (Karl Marx: Selected Writings in Sociology and Social Philosophy). На английском языке вышла также его биография Маркса «Маркс без мифов» (Marx Without Myth), написанная в соавторстве с Маргарет Манал, и труд «Нерыночный социализм в XIX и XX веках» (Non-Market Socialism in the 19th & 20th Centuries).
Широкую известность получил сборник статей Рюбеля, изданный в 1974 под названием «Марксова критика марксизма» (Marx critique du marxisme). В нём он выступает с критикой современных «марксизмов» (социал-демократии, ленинизма, сталинизма, троцкизма), утверждая, что Маркс не был «марксистом». Рюбель говорил о том, что наиболее распространённые политические интерпретации марксистского учения вступают в противоречие с собственными представлениями Маркса, отказываясь называть себя марксистом в таком значении. Более того, в своё время он выступил с эссе «Маркс — теоретик анархизма», шокировавшим многих правоверных анархистов и марксистов.
Исходя из своих представлений об освобождении рабочего класса как результата его «самодвижения», Рюбель отрицал необходимость централизированной политической организации пролетариата. Поэтому он считал экономический строй Советский Союз не социалистическим, а государственно-капиталистическим, полемизируя с представлениями, называемыми им «мифом Октябрьской революции». Согласно Рюбелю, победа революции 1917 года в России была завоёвана не самим рабочим движением, а захватившей власть политической партией, и поэтому стала прелюдией к развитию капитализма под руководством коммунистической партии, руководители которой пренебрегают идеями Маркса.
В своём анализе политической концепции Маркса Рюбель акцентировал особенное внимание на трудах его раннего, «антропологического», периода. Рюбель подчёркивал, что в работах 1840-х годов Маркс рассматривал деньги и государство как два выражения отчуждения и предвидел их исчезновение как решающую черту свободного бесклассового социалистического общества, альтернативного капитализму. В то время как жёсткая оппозиция Рюбеля по отношению к институту государства приближалась к анархистским воззрениям, он рассматривал механизмы прямой демократии (и голосования в частности) орудием эмансипации, считая, что социалисты не должны отказываться от участия в выборах, пусть даже и в буржуазные органы власти. В частности, на президентских выборах 1981 он поддерживал кандидатуру социалиста Франсуа Миттерана как «меньшее зло».

## Книги и статьи
- Максимильен Рюбель. Маркс против марксизма. М.: НПЦ «Праксис», 2006 г. ISBN 5-901606-08-6
- О книге М. Рюбеля «Маркс против марксизма»
- М. Рюбель. Ленин как буржуазный революционер
- Maximilien Rubel. Karl Marx et le socialisme populiste russe